# سیارک ۸۲۸۰
سیارک ۸۲۸۰ (به انگلیسی: 8280 Petergruber، نامگذاری:1991PG16) هشت هزار و دویست و هشتادمین سیارک کشف شده‌است که در ۷ اوت ۱۹۹۱ کشف شد.
قدر مطلق سیارک برابر ۲۹.۵ است.